# Straßenspiel

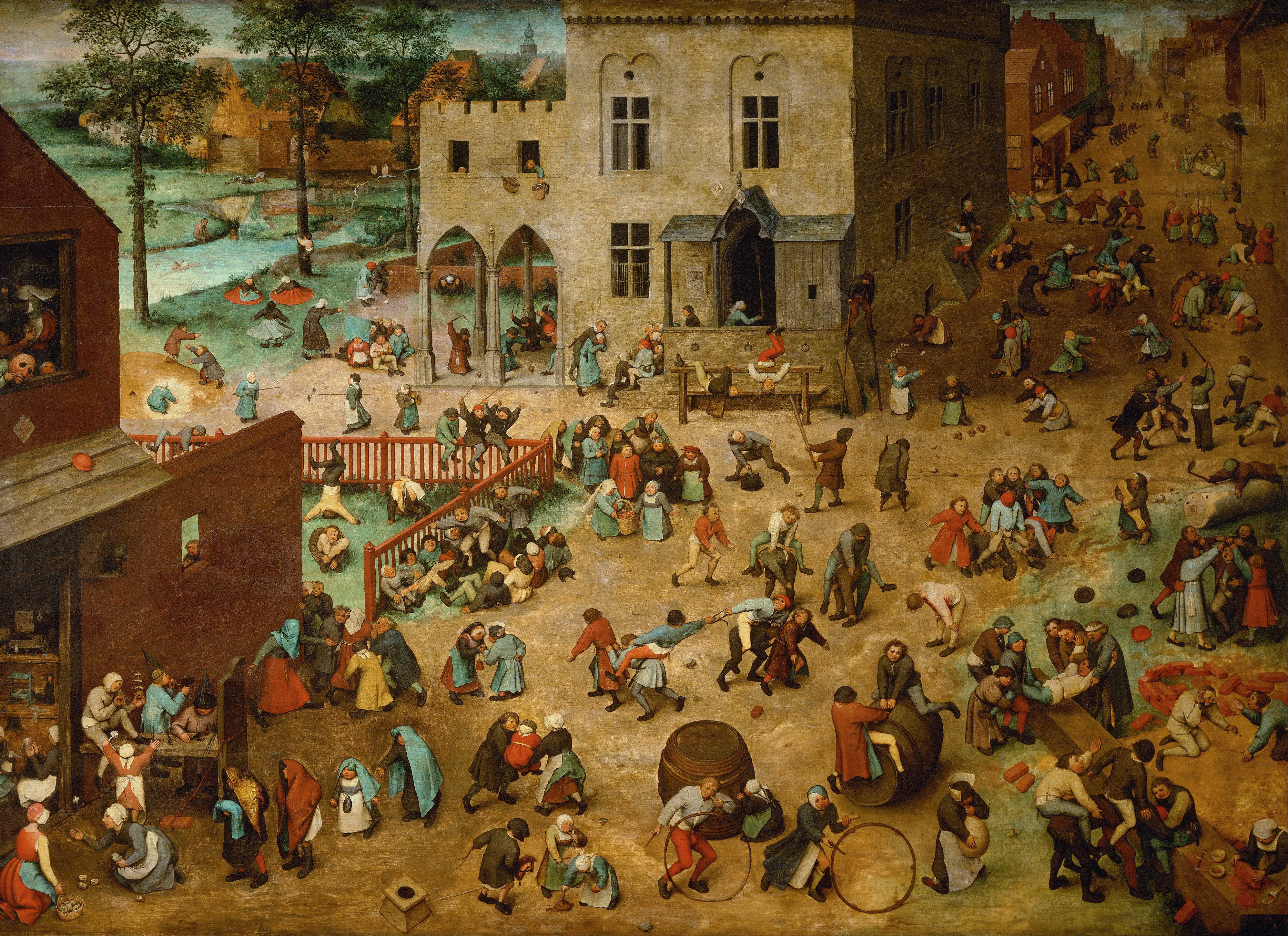
Straßenspiele im 16. Jahrhundert
(Gemälde 'Die Kinderspiele' von P. Breughel d. Ä.; 1560)

Als Straßenspiele, in Österreich meist Gassenspiele genannt, wird eine Gruppe verschiedenartiger Spiele zusammengefasst, die im Freien stattfinden. Damit grenzen sie sich von den sogenannten Stubenspielen ab, die bevorzugt im Hausinnern gespielt werden.

## Begriff
Ursprünglich waren mit Straßenspielen ganz allgemein Spiele gemeint, die vor der Haustüre, also außerhalb des Hauses, betrieben wurden. Dabei beschränkte sich der Spielbereich nicht auf die Straße, sondern bezog Räume wie Gehsteige, Plätze, Höfe oder leer stehende Grundstücke mit ein. Heutige Spielsammlungen sprechen aus praktischen Gründen gern von „Spielen draußen und drinnen“. In Spielsystematiken heutiger Zeit finden sich die tradierten Begriffe Straßenspiele und Stubenspiele in einem erweiterten Verständnis häufig zu den Bezeichnungen Outdoorspiele und Indoorspiele modernisiert. Kommunen versuchen, durch Einrichten sogenannter Spielstraßen dem Verkehr wenigstens teilweise wieder Platz für das Straßenspiel abzugewinnen. Das einzelne Straßenspiel kann je nach der örtlichen Überlieferung unterschiedliche Namen annehmen und unter verschiedenen Regeln und Variationen bekannt sein.

## Geschichte

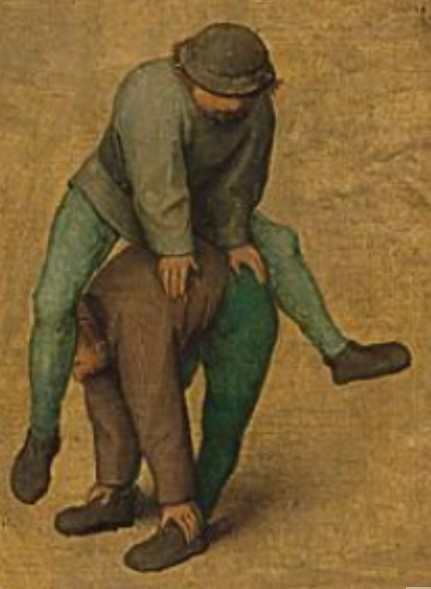
Bockspringen (P. Brueghel d. Ä. 'Die Kinderspiele', Ausschnitt)

Das Genre Straßenspiele im ursprünglichen Wortsinn existiert, seitdem Menschen spielen. Es lässt sich als weltweit verbreitet nachweisen: In steinzeitlichen Felszeichnungen, in ägyptischen Grabgemälden, auf griechischen Vasen, an den Palastwänden in Kreta, im unter Lava begrabenen Pompeji haben die Menschen ihre Spielformen dokumentiert. Aus dem europäischen Mittelalter ist beispielsweise das berühmte Bild Die Kinderspiele des holländischen Bauernmalers Pieter Brueghel d. Ä. aus dem Jahr 1560 bekannt, das in einer Straßenflucht mehr als 250 Straßenspiele der Zeit überliefert. Weber-Kellermann lässt in ihrem Buch über achtzig Dichter und Schriftsteller von Goethe bis Ringelnatz über ihre ehemaligen Kinderspiele berichten.
In Europa fanden die Straßenspiele um den Zweiten Weltkrieg (1925 bis 1950) noch einmal zu einer Hochkonjunktur, wie die zahlreichen Berichte aus dieser Zeit belegen. Im Zuge der intensiven Bautätigkeit und zunehmenden Verkehrsdichte nach 1950 verschwanden sie jedoch allmählich aus der öffentlichen Wahrnehmung. Selbst die sogenannten Spielstraßen werden heute vornehmlich von Fußgängern und Radfahrern frequentiert und kaum für Straßenspiele in Anspruch genommen. Diese haben sich allerdings in geschützten Arealen und auf Freizeiten bis in die heutige Zeit erhalten bzw. wurden in pädagogischen Einrichtungen wie Kindergärten, Schulen und Vereinen als wertvolles Spielgut wiederentdeckt. In den Entwicklungsländern sind Straßenspiele besonders wegen der beengten Innenraumverhältnisse noch heute weit verbreitet.

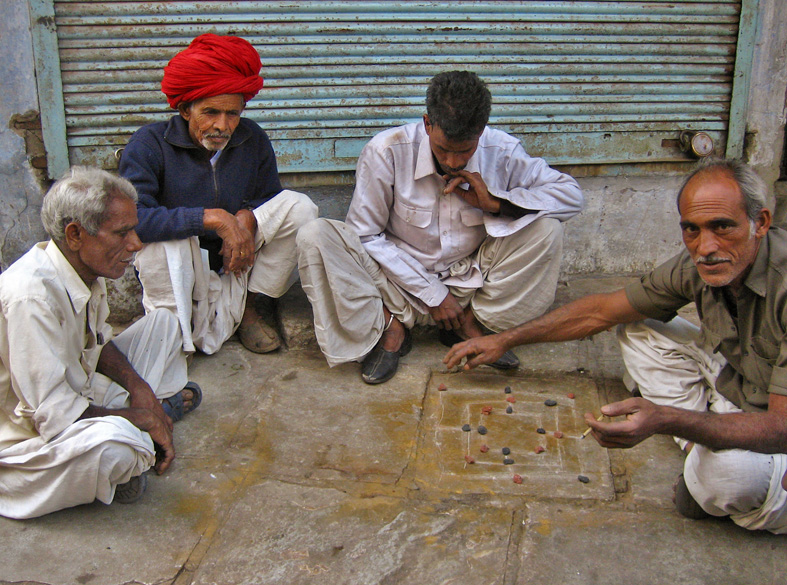
Männer beim Brettspiel auf einem Bürgersteig in Ahmedabad (Indien)

Straßenspiele sind mit der Entwicklung des Spielens insgesamt eng verknüpft. So entstanden die meisten heute bekannten hoch differenzierten und sogar professionell betriebenen Sportspiele aus einfachen Straßenspielen. Das Fußballspiel hat beispielsweise ebenso wie das Rugbyspiel seinen Ursprung in einem Treibballspiel, das im 19. Jahrhundert begeisterte Engländer einen Ball durch die Straßen von London oder Rugby treiben ließ. Selbst die verschiedenen Stierspiele haben ihre Wurzeln in Straßenspielen mit dem Stier, wie sie heute noch alljährlich etwa im spanischen Pamplona praktiziert werden.

## Charakter

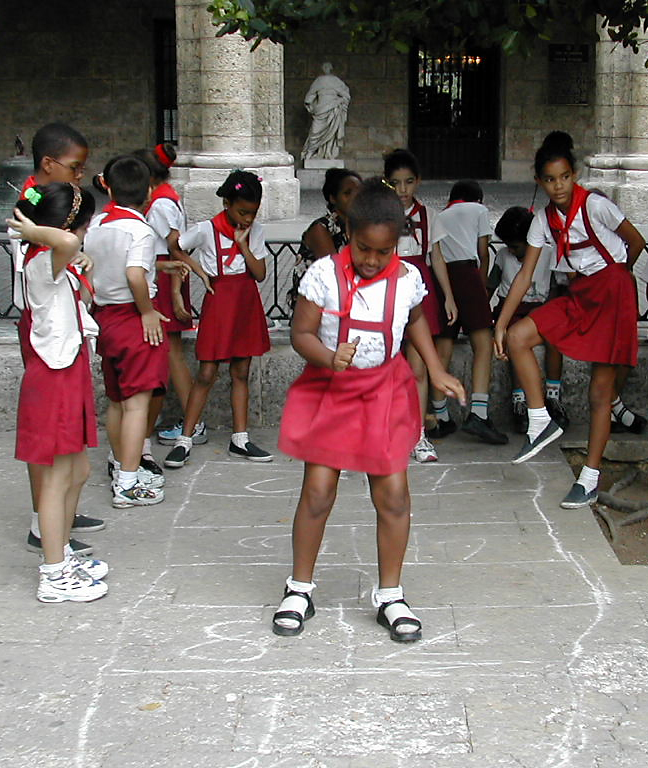
Himmel und Hölle auf kubanischem Schulhof

Straßenspiele charakterisieren sich durch ihre einfachen Spielstrukturen und Spielutensilien. Sie sind von jedermann ohne langwierige technische Lernprozesse schnell beherrschbar. Jeder kann sich gleich in eine Spielgemeinschaft einbringen. Es handelt sich um spontan entstehende Spiele mit schnell vermitteltem Regelwerk. Meist sind nur wenige Mitspieler notwendig, damit ein Spiel zustande kommt. An Spielmitteln genügen oft ein Stück Kreide, ein Ball, ein Lumpenfetzen, Steinchen oder Stöckchen. Für manche Straßenspiele sind überhaupt keine Spielgeräte erforderlich. Man benötigt lediglich den eigenen Bewegungsapparat wie beim ‚Bordsteinhüpfen’ oder Mitspieler wie bei den ‚Fang- und Versteckspielen’. Das einzelne Spiel wird den Geländemöglichkeiten flexibel angepasst. Als Tore reichen den Spielenden zwei Steine oder Schulranzen. Als ‚Ball’ können auch ein ausrangierter Tennisball, notfalls sogar ein Stoffbündel oder eine Blechbüchse dienen. Schon eine fensterlose Garagenwand kann zu Wurf- und Fangspielen anregen. Gehwegmarkierungen laden ein zu Hüpf- und Labyrinth-Spielen. Wichtig ist lediglich ein das ungestörte Spielen erlaubendes Gelände.

## Beispiele
Straßenspiele weisen eine große Vielfalt auf, die nur in einigen zusammenfassenden Gruppen und Einzelbeispielen angedeutet werden kann:
- Ballspiele (Schlagball, Brennball, Völkerball, Straßenfußball, Kickball, Wandball, Halli-Hallo, Kaiser König Edelmann etc.)
- Bordsteinspiele (Kantenspringen, Rettendes Ufer etc.)
- Kibbel-Kabbel
- Kreiselspiele (Peitschenkreisel, Wurfkreisel etc.)
- Kreisspiele (Plumpsack, Gänsedieb, Dritten abschlagen etc.)
- Lauf- und Fang-Spiele, (Fangen,  Wer hat Angst vorm Schwarzen Mann?, Ochs am Berg, Blinde Kuh etc.)
- Versteckspiele (Verstecken, Räuber und Gendarm etc.)
- Hüpfspiele (Gummitwist und Kreidespiele / Kästchenhüpfen wie Himmel und Hölle, Hüpfschnecke etc.)
- Murmelspiele
- Naturspiele (Pinneken kloppen etc.)

Viele dieser Spiele sind in eingeschränkter oder abgewandelter Form auch in Innenräumen möglich.

## Bewertung

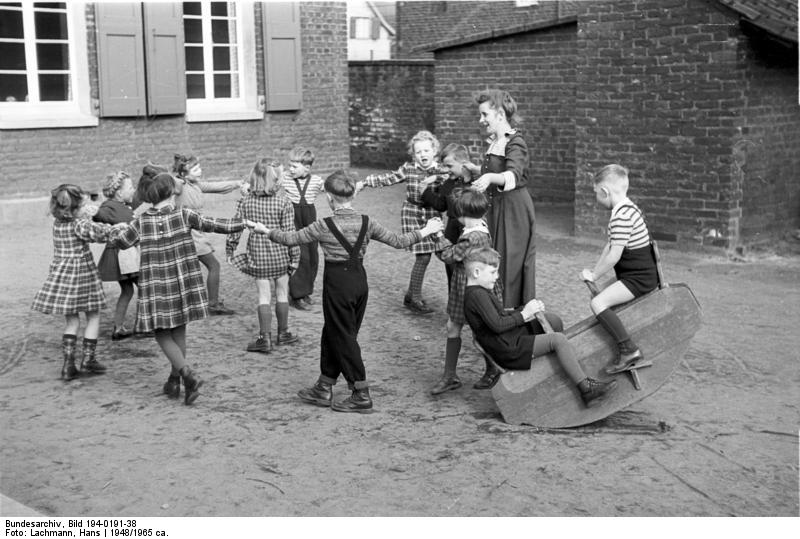
Pädagogisch geleitetes Kreisspiel im Kindergarten (1948)

Bereits die Jahrtausende überdauernde Überlieferung vieler Straßenspiele spricht für ihre gesellschaftliche Bedeutung.
Warwitz / Rudolf sehen das traditionelle Straßenspiel darüber hinaus gerade im Rahmen der heutigen Spielkultur unter den folgenden Gesichtspunkten als besonders wertvoll und damit förderungswürdig an:
- die Kinder lernen das traditionelle Spielgut ihrer Vorfahren und ihrer Region kennen und schätzen
- Straßenspiele lehren das Spielen mit einfachsten Mitteln
- als Freiluftspiele schaffen sie durch die Bewegung an der frischen Luft ein Gegengewicht zu den Sitz- und Computerspielen in sauerstoffarmen Innenräumen
- Straßenspiele fördern im Kontrast zu der technischen Fern-Kommunikation über Computer, Handy und andere elektronische Medien die ganzheitliche Auseinandersetzung mit Spielpartnern im unmittelbaren visuellen, akustischen, taktilen menschlichen Kontakt
- Straßenspiele lösen aus der Konsumhaltung im Spielbereich und verlangen Kreativität und Kooperationsbereitschaft